# Jordi Fàbregas Canadell
Jordi Fàbregas Canadell (Sallent de Llobregat, Barcelona; 20 de abril de 1951-Barcelona, 21 de enero de 2021) fue un músico español, referente de la música folk y divulgador de la música tradicional catalana.

## Biografía
Su padre era poeta, maestro y dramaturgo, por ello vivió siempre rodeado de un profundo ambiente cultural en su casa. Pronto fundó diversos grupos musicales, como: Roda de Manresa (1967), grupo Coses (1973), la orquesta de cuerda y púa, La Armónica Brava (1979), La Murga (1980) y Primera Nota (1987). En 1988 creó el Festival Tradicionàrius de música folk y, junto con Jaume Arnella, Solistas de la Costa y Primera Nota, en 1990 fundó TRAM (Asociación Musical por la Tradición Musical). En 1991 fue cofundador de la Orquesta Sinfónica de la Caña y en 1993 creó el CAT Centre Artesà Tradicionàrius, una sala estable de música tradicional que programa bailes y sesiones de improvisación y de intercambio entre solistas y grupos.
Desde su infancia hasta su adolescencia, fue cantante de la Escuela Virgen de Montserrat y de manera autodidacta, comenzó a tocar la guitarra y a cantar en solitario en los años sesenta, influido por los Setze Jutges y Jacques Brel. De este cantante francés, hizo una versión en catalán de Le diablo ça va, con el que ganó en 1967 el Festival de Llobregat de Sallent (1960-1974).
En colaboración con Urbalia Rurana y Primera Nota, grabó el disco Folc Nou en 1995 y un año más tarde fue cofundador de la formación musical El Pont d'Arcalís. También fue el organizador de Saraus de Primavera (en los años ochenta), del Encuentro de Música Tradicional en el Pallars (1990), de la Merced Folk (1990-2001), del Mercado de Música Viva de Vic (1989-92) y de la Feria de Espectáculos de raíz tradicional en Manresa (1988-1999 y 2001).
Realizó diversos trabajos como compositor, especialmente de bailes de gigantes de diferentes grupos, y una amplia producción discográfica con diferentes grupos de música popular y tradicional. Ha sido también galardonado con numerosos premios, entre los que destacan: el Premio Nacional de Cultura Popular (1995) y el Premio Nacional de Música (1991), otorgados por la Generalidad de Cataluña; y la Medalla de Honor de Barcelona (2006).
Fue el director y creador de la formación Els Ministres del Camí Ral, que cada año interpreta las músicas del Séquito Popular de Barcelona en el acto del Toque de Inicio que abre cada las Fiestas de la Mercè, en Barcelona.